# Jimmy Ruffell
Jimmy Ruffell, né le 8 août 1900 et mort en 6 septembre 1989, est un joueur de football anglais qui a joué pour West Ham United. 

## Biographie
Ruffell est né à Doncaster, Yorkshire du Sud, mais déménage dans le sud du pays très tôt. Il joue pour Essex Road School, Manor Park, Fullers, Chadwell Heath United, Manor Park Albion, East Ham et Wall End United avant de rejoindre West Ham pour jouer dans l'équipe des travailleurs de Ilford Electricity Board en mars 1920. 
Ruffell, qui évolue au poste de milieu gauche, fait ses débuts avec West Ham en septembre 1921 lors d'une victoire 3-0 sur Port Vale. Il est titulaire lors de tous les matchs de la saison 1924-1925, et réalise 548 apparitions sous le maillot de l'équipe senior des Hammers, record battu par Bobby Moore en 1973. Il inscrit 166 buts pour le club londonien, le plaçant parmi les meilleurs buteurs de West Ham dont il est le meilleur buteur en 1927-1928 et 1934-1935.
En 1923, il est titulaire pour disputer la première Coupe d'Angleterre jouée au stade de Wembley, aussi connue sous le nom de The White Horse Final.
En avril 1926, il fait ses débuts internationaux avec l'Angleterre lors d'une défaite 0-1 contre l'Écosse à Manchester. Il joue pour l'équipe nationale cinq fois de plus mais des joueurs comme Cliff Bastin et Eric Houghton l'éloignent de la sélection. 
Ruffell quitte West Ham en 1937 pour rejoindre Aldershot où il effectue son dernier match contre Port Vale, le club contre lequel il avait commencé sa carrière 17 années plus tôt.